# Pietro Marsetti
Pietro Marsetti (Ibarra, Ecuador, 22 de febrero de 1965) es un exfutbolista ecuatoriano jugaba de mediocampista y es recordado en su paso por Liga de Quito.

## Selección

### Participaciones Internacionales
Con la Selección de fútbol de Ecuador jugó 25 partidos, marcando 3 goles, participó en las ediciones Argentina 1987 y Brasil 1989 de la Copa América.

## Clubes
| Club                 | País    | Año         |
| -------------------- | ------- | ----------- |
| Universidad Católica | Ecuador | 1982 - 1986 |
| Liga de Quito        | Ecuador | 1987 - 1993 |
| El Nacional          | Ecuador | 1994        |
| Liga de Quito        | Ecuador | 1995        |
| Deportivo Quito      | Ecuador | 1996        |
| Liga de Quito        | Ecuador | 1997        |
| Deportivo Quito      | Ecuador | 1998 - 1999 |
| Delfín SC            | Ecuador | 2000        |
| Deportivo Quito      | Ecuador | 2001        |
| Universidad Católica | Ecuador | 2002        |

## Palmarés

### Campeonatos nacionales
| Título                 | Club          | País    | Año  |
| ---------------------- | ------------- | ------- | ---- |
| Campeonato Ecuatoriano | Liga de Quito | Ecuador | 1990 |